# Kim Myung-soon
Kim Myung-Soon (15 de abril de 1964) é uma ex-handebolista sul-coreana. campeã olímpica.
Fez parte da geração de ouro sul-coreana, medalha de ouro, em Seul 1988.